# رعاة بقر في الفضاء
رعاة بقر في الفضاء (بالإنجليزية: Space Cowboys)‏ فيلم مغامرة درامي أمريكي صدر عام 2000. إنتاج وإخراج كلينت إيستوود. وبطولة كلينت إيستوود وتومي لي جونز ودونالد ساذرلاند وجيمس غارنر.

## القصة
ويدور حول أرعة طيارين مسنين استبعدوا في الماضي قبل رحلة إلى الفضاء، ثم بعد سنوات يذهبون إلى الفضاء في مهمة لإصلاح قمر صناعي سوفيتي قديم، ويتضح أنه يحمل صواريخ نووية موجهة للولايات المتحدة الأمريكية أثناء الحرب الباردة، وخرج عن سيطرة الروس، وينقذون الموقف بتوجيهه إلى القمر.

## روابط خارجية
- رعاة بقر في الفضاء على موقع IMDb (الإنجليزية)
- رعاة بقر في الفضاء على موقع ميتاكريتيك (الإنجليزية)
- رعاة بقر في الفضاء على موقع الموسوعة البريطانية (الإنجليزية)
- رعاة بقر في الفضاء على موقع روتن توميتوز (الإنجليزية)
- رعاة بقر في الفضاء على موقع نتفليكس (الإنجليزية)
- رعاة بقر في الفضاء على موقع ألو سيني (الفرنسية)
- رعاة بقر في الفضاء على موقع Turner Classic Movies (الإنجليزية)
- رعاة بقر في الفضاء على موقع أول موفي (الإنجليزية)
- رعاة بقر في الفضاء على موقع بوكس أوفيس موجو (الإنجليزية)
- رعاة بقر في الفضاء على موقع فيلمافينيتي (الإسبانية)